# Taktakenéz
Taktakenéz ist eine ungarische Gemeinde im Kreis Szerencs im Komitat Borsod-Abaúj-Zemplén. Ungefähr zwanzig Prozent der Bewohner zählen zur Volksgruppe der Roma.

## Geografische Lage
Taktakenéz liegt in Nordungarn, 32 Kilometer südöstlich des Komitatssitzes Miskolc und 12,5 Kilometer südlich der Kreisstadt Szerencs am rechten Ufer des Flusses Theiß. Nachbargemeinden sind Prügy und Taktaharkány sowie am gegenüberliegenden Ufer Tiszadada und Tiszadob.

## Geschichte
Im Jahr 1913 gab es in der Kleingemeinde 180 Häuser und 974 Einwohner auf einer Fläche von 4314  Katastraljochen. Sie
gehörte zu dieser Zeit zum Bezirk Dada alsó im Komitat Szabolcs.

## Sehenswürdigkeiten
- Reformierte Kirche, erbaut 1852–1867
- Römisch-katholische Kirche Szent István király, erbaut 1976 mit separatem Glockenturm
- István-király-Denkmal, erschaffen 1998 von Ibolya Török
- Weltkriegsdenkmal

## Verkehr
Durch Taktakenéz verläuft die Landstraße Nr. 3621. Es bestehen Busverbindungen nach Prügy sowie Taktaharkány, wo sich der nächstgelegene Bahnhof befindet.